# Thana Maulo
Thana Maulo (en népalais : थाना मौलो) est un comité de développement villageois du Népal situé dans le district de Parbat. Au recensement de 2011, il comptait 1 419 habitants.